# Robert Abadjian
Robert Abadjian (armeni: Ռոբերտ Ալեքսանդրի Աբաջյան)  (Yerevan, 16 de novembre de 1996 - República d'Artsakh, 2 d'abril de 2016) va ser un sargent armeni de l'Exèrcit de Defensa de la República d'Artsakh, condecorat, pòstumament, com a Heroi d'Artsakh, el màxim títol honorífic de la semi-reconeguda república.
En el transcurs de diverses hores, Abadjian va lluitar contra unitats de les forces especials de les Forces Armades Azerbaidjaneses, en el context dels enfrontaments a l'Alt Karabakh de principis d'abril de 2016, que van tenir lloc a la línia de contacte nord-oriental. Quan va constatar que seria capturat per l'enemic, el jove va simular la seva pròpia rendició, però quan un grup àzeri s'hi va acostar, va treure una granada i es va fer esclatar amb els seus enemics.
Per les seves accions en la defensa de la frontera de la República d'Artsakh, el 8 de maig d'aquell mateix any Abadjian va ser condecorat, de manera pòstuma, amb l'orde de l'Àliga daurada i el màxim títol honorari del país, el títol d'Heroi d'Artsakh.

## Biografia
Nascut a Erevan, Armènia, el 16 de novembre de 1996, Abadjian va iniciar el seu servei militar obligatori el 2014. Gràcies a les seves altes capacitats bèl·liques, va ser ascendit al grau de sargent.
La nit de l'1-2 d'abril de 2016, forces de l'exèrcit de l'Azerbaidjan van atacar diverses posicions a la línia de contacte nord-oriental entre el seu país i la República d'Artsakh, en el que es va passar a conèixer com la Guerra dels quatre dies. Després d'un atac amb artilleria, unitats àzeris van iniciar un seguit d'operacions d'infanteria. Liderats pel capità Armenak Urfanyan, un petit contingent de soldats armenis va començar a oferir una resistència aferrissada. Després de dos intents de penetració fallits i de la pèrdua d'un tanc de combat, les forces àzeris van retirar-se a les seves posicions inicials, reiniciant l'atac amb artilleria, que va causar la mort, entre d'altres, del capità Urfanyan.
Després de la mort de l'oficial, Robert Abadjian, que havia patit una ferida a la cama, va passar a dirigir la unitat. Finalment, Abadjian va quedar aïllat en una trinxera, des d'on va poder informar al seu comandant de les maniobres de l'enemic, a més de seguir lluitant contra les tropes àzeris. Quan veié que els soldats enemics s'acostaven, va alçar les mans enlaire, simulant la seva rendició, mentre dissimuladament activava una granada de mà. Quan els soldats àzeris van acostar-s'hi, Abadjian es va fer esclatar a si mateix, provocant la seva mort i la de diversos soldats àzeris.
L'11 d'abril Robert Abadjian fou enterrat al Panteó Militar de Ierablur. La cerimònia funerària es va celebrar davant de l'Església de Sant Joan Baptista d'Erevan.